# Jorge XII da Geórgia

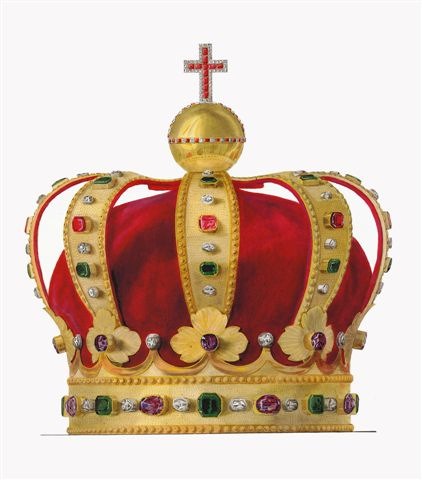
Coroa de Jorge XII, feita de ouro e decorado com 145 diamantes, 58 rubis, 24 esmeraldas e 16 ametistas. Ele tomou a forma de um colar elevado por ornamentos e oito arcos. Um globo elevado por uma cruz baseava-se na parte superior da coroa

Jorge XII (georgiano: გიორგი XII, Giorgi XII), às vezes conhecido como Jorge XIII (Telavi, 10 de novembro de 1746 –Tbilisi, 28 de dezembro de 1800), da dinastia Bagrationi, foi o último rei da Geórgia (Reino de Cártlia-Caquécia) de 1798 até a sua morte em 1800. Seu breve reinado nos anos finais do século XVIII foi marcado por significativa instabilidade política que aproximou a Geórgia de uma guerra civil e de uma invasão persa. Apesar dos problemas internos, Jorge renovou um pedido de proteção do czar Paulo I da Rússia. Depois da sua morte, a Geórgia foi anexada pelo Império Russo, e a família real foi deportada.

## Juventude e ascensão ao trono
Jorge era filho de Heráclio II, o rei de Caquécia, e mais tarde de Cártlia, com a sua segunda esposa, Anna Abashidze. Jorge foi reconhecido como o herdeiro do trono, com o título de Batonishvili, e nomeado como o lorde da vila de Fambaque em Lorri (agora na Armênia). Em 1770, ele começou a fazer parte da sucessão militar de Heráclio, mas sua última expedição contra as guarnições otomanas no sul da Geórgia resultou em um fracasso. Em 1777, Jorge, junto com o seu meio irmão, o príncipe Levan, lutaram contra o eristavi ("duque") de Ksani e subjugaram a coroa real.
Jorge ascendeu ao trono depois da morte de seu pai em 12 de janeiro de 1798, sendo reconhecido pelo Czar Paulo I em 22 de fevereiro de 1799 e coroado na Basílica de Anchiskhati em Tbilissi em 5 de dezembro de 1799. Sua capital, Tbilissi, ainda estava em ruínas e o país ainda estava sofrendo os efeitos da invasão persa de 1795 que foi por causa da aproximação de Heráclio com a Rússia(Tratado de Georgievsk de 1783) e a sua recusa a se submeter a autoridade persa.

## Problemas na Geórgia
Os três anos de seu reinado foram um período de instabilidade e confusão. Diferente de seu pai heroico, Jorge não era popular entre os súditos e e eles tinham pouco respeito por ele. Sofrendo de excesso de corpulência, o rei normalmente permanecia doente em Tbilissi. Ele foi assolado pelas intrigas de sua madrasta, a rainha viúva Darejan (Darya), que buscava privar os descendentes de Jorge do trono em favor de um de seus próprios filhos. Seus numerosos meio-irmãos abrigados nos grandes domínios atribuídos a eles por seu falecido pai ignoraram a sua autoridade. Um deles, o príncipe Alexandre, partiu para o Daguestão e permaneceu em oposição armada ao rei e suas políticas pró-russas durante anos.
Para tornar as coisas ainda piores, Fath Ali Shah da Pérsia exigiu que Jorge XII enviasse seu filho mais velho para Teerã como um refém e ordenou que ele submetesse o seu país ao Império Persa. Logo após a ascensão de Jorge ao trono, o xá escreveu ao monarca georgiano:
"Nosso padrão elevado procederá a suas terras e, assim como ocorreu no tempo de Aga Maomé Cã, agora você vai ser submetido ao duplo aumento da devastação, e a Geórgia voltará a ser aniquilada, e o povo da Geórgia se entregará  à nossa ira."
Ele vivia com medo constante de ser deposto, ou de ver outra invasão persa ao seu território, Jorge foi forçado a concluir que alguma coisa mais formal do que um protetorado russo era preciso para garantir a sobrevivência do seu reino. Naquela época, muitos políticos importantes estavam desiludidos com a aliança com a Rússia desde a falta de apoio russa no ataque persa de 1795. Mais tarde, a doença de Jorge abriu uma discussão sobre o possível sucessor do rei e dividiu os nobres da Geórgia em rivais; um deles achava que o sucessor deveria ser o príncipe David, filho de Jorge XII, e o outro lado preferia o meio irmão do rei, o príncipe Lulon.

## Aliança com a Rússia

Carta do rei Jorge XII

Para assegurar a sucessão do trono para o seu filho, e evitar que o reino caísse em uma guerra civil, Jorge enviou, em Setembro de 1799, um embaixador para São Petersburgo com instruções de um novo tratado com o czar Paulo I da Rússia. Naquele tempo, o governo imperial mostrou mais interesse na Geórgia, já que a campanha egípcia de Napoleão Bonaparte fez com que Paulo tivesse mais atenção no Oriente Médio. Em novembro de 1799, um pequeno exército russo chegou em Tbilissi e Peter Ivanovich Kovalensky, o enviado do czar, assumiu o controle das relações internacionais da Geórgia. Kovalensky e Hājjī Ibrāhīm Shīrāzī, o ministro persa, enviaram notas ardentes reafirmando a determinação de seus governos de colocar a Geórgia sob o seus controles e destacou que isso poderia ser feito pela força.
As interrompidas negociações entre a Rússia e a Geórgia foram resumidas, mas mantiveram o foco gradualmente. O rei Jorge ofereceu ao czar mais autoridade sobre assuntos internos e externos da Geórgia contanto que a sua dinastia governasse o país e a e a autocefalia da Igreja Ortodoxa da Geórgia fosse garantida. Entretanto, enquanto os negociadores georgianos estavam em São Petersburgo negociando os termos para um novo tratado, Paulo I decidiu anexar a Geórgia e, em novembro de 1800, escreveu para o comandante russo em Tbilissi: "O enfraquecimento da saúde do rei dá terreno para sua partida. Você é, portanto, imediatamente autorizado a fazer uma expedição, assim que isso ocorrer, uma proclamação em nosso nome que até o nosso consentimento é recebida nenhuma ação deverá ser tomada até a nomeação de um herdeiro para o trono da Geórgia." Em 18 de dezembro de 1800, o czar assinou um manifesto que unilateralmente anexava a Geórgia ao Império Russo. Nem Paulo ou Jorge foram capazes de ver o manifesto publicado. Em 28 de dezembro de 1800, antes que seus emissários retornassem de São Petersburgo, Jorge XII morreu e seu filho, David, declarou-se regente da Geórgia. Paulo foi assassinado em 11 de março de 1801, e seu sucessor, Alexandre I recusou-se a permitir que David fosse coroado como rei e reafirmou a anexação em 12 de setembro de 1801.

## Casamentos e filhos

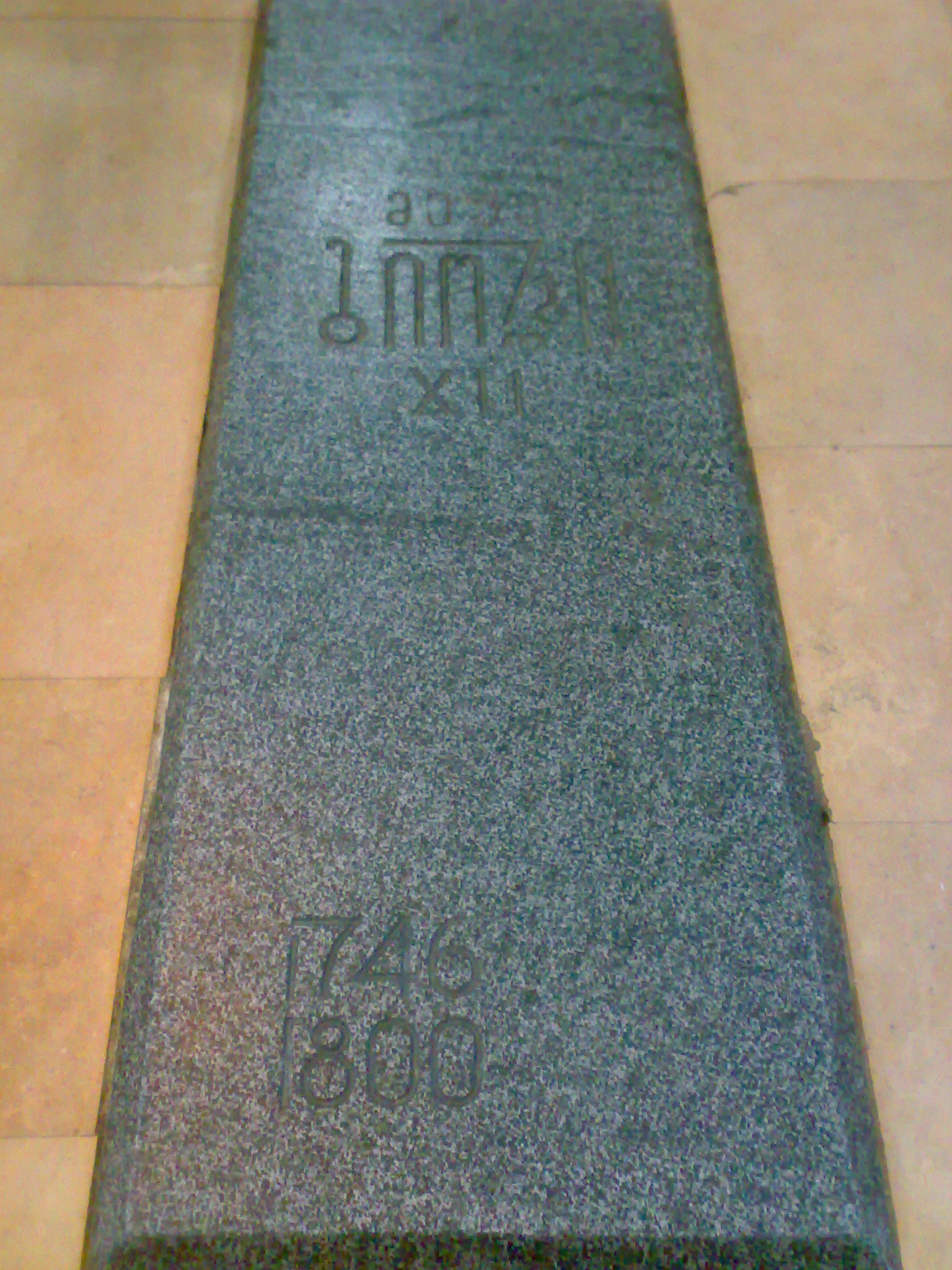
Tumba de Jorge XII

Jorge foi casado duas vezes, primeiro com a princesa Ketevan Andronikashvili (1754–1782), e depois com a princesa Mariam Tsitsishvili (1768–1850). Ele teve catorze filhos e nove filhas.

### Filhos
- Davi (1767–1819)
- João (1768–1839)
- Luarsabe (1771 – antes de 1798)
- Pancrácio (1776–1841)
- Salomão (1780 – antes de 1798)
- Teimuraz (1782–1846)
- Miguel (1783–1862)
- Gabriel (1788–1812)
- Ilia (1790–1854)
- José (morreu antes de 1798)
- Spiridon (morreu antes de  1798)
- Ocropir (1795–1857)
- Simeão (1796 – morto na infância)
- Heráclio (1799–1859)

### Filhas
- Varvara (1769–1801)
- Sofia (1771–1840)
- Nino (1772–1847)
- Salomé (Morta na infância)
- Ripsime (1776–1847)
- Gaiana (1780–1820)
- Tamar (1788–1850)
- Ana (1789–1796)
- Ana (1800–1850)[3]